# Black Hill (Midlothian)
Black Hill är en kulle i Storbritannien.   Den ligger i kommunen Midlothian och riksdelen Skottland, i den centrala delen av landet, 500 km norr om huvudstaden London. Toppen på Black Hill är 501 meter över havet, eller 169 meter över den omgivande terrängen. Bredden vid basen är 2,0 km.
Terrängen runt Black Hill är varierad.Runt Black Hill är det tätbefolkat, med 286 invånare per kvadratkilometer. Närmaste större samhälle är Edinburgh, 12,5 km nordost om Black Hill. Trakten runt Black Hill består i huvudsak av gräsmarker.